# كي كالان
كي كالان (بالإنجليزية: K. Callan)‏ هي كاتِبة وممثلة أمريكية، ولدت في 9 يناير 1942 في دالاس في الولايات المتحدة.

## أعمال

### أفلام
- لمسة من الرقي

### مسلسلات
- كيف قابلت أمكما

## وصلات خارجية
- كي كالان على موقع IMDb (الإنجليزية)
- كي كالان على موقع قاعدة بيانات برودواي على الإنترنت (الإنجليزية)
- كي كالان على موقع إن إن دي بي (الإنجليزية)
- كي كالان على موقع قاعدة بيانات الفيلم (الإنجليزية)